# خالد بن سلطان بن عبد الله الفيصل
خالد بن سلطان بن عبد الله الفيصل، رئيس مجلس إدارة الاتحاد السعودي للسيارات والدراجات النارية. وأحد موسسي فريق «الفيصل للسباقات».

## الحياة المهنية
دخل مجال رياضة السيارات عام 2002، عبر بوابة سباقات «الأوتوكروس». وشارك في العديد من البطولات المحلية والإقليمية، مما ساعده في الوصول إلى مستويات عليا من التنافس. ومن بين البطولات الذي شارك فيها سباق «الفورمولا إي» في البحرين عام 2003، وسباقات «جي تي»، قبل أن يتلقى تدريبات في أكاديمية «فورمولا بي أم دبليو» عام 2006.
أسّس في عام 2007 مع رفيق دربه الأمير عبد العزيز بن تركي الفيصل وزير الرياضة السعودي، فريق «الفيصل للسباقات» الذي شارك في عدة بطولات من بينها كأس العالم للراليات الصحراوية الـ «كروس كاونتري». ونجح الفريق في الفوز بأقوى سباقات «جي تي» على مستوى الشرق الأوسط.
بعد انتهائه من دراسته الجامعية، تولى رئاسة الاتحاد السعودي للسيارات والدراجات النارية منذ عام 2017، وكرّس وقته لتطوير رياضة السيارات في المملكة، فلعب دوراً بارزاً من خلال اطلاق عدة بطولات محلية وعالمية، كان منها استضافة المملكة لرالي دكار أحد اقوى سباقات العالم وجولات من بطولة العالم للفورمولا أي وبطولة العالم للفورمولا ون.
حصل على شخصية العام في قطاع السيارات.لعام 2020، من أمانة الجائزة الوطنية لقطاع السيارات، تقديراً لجهوده المتميزة في تطوير رياضة السيارات في السنوات الثلاثة الاخيرة.

## حياته الشخصية
متزوج من ابنة الأمير خالد بن سعد بن عبد العزيز آل سعود.